# Talapa caliginosa
Talapa caliginosa är en fjärilsart som beskrevs av Walker 1865. Talapa caliginosa ingår i släktet Talapa och familjen nattflyn. Inga underarter finns listade i Catalogue of Life.